# Saint-Benoît-des-Ondes
Saint-Benoît-des-Ondes is een gemeente in het Franse departement Ille-et-Vilaine (regio Bretagne). De plaats maakt deel uit van het arrondissement Saint-Malo. Saint-Benoît-des-Ondes telde op 1 januari 2022 966 inwoners.

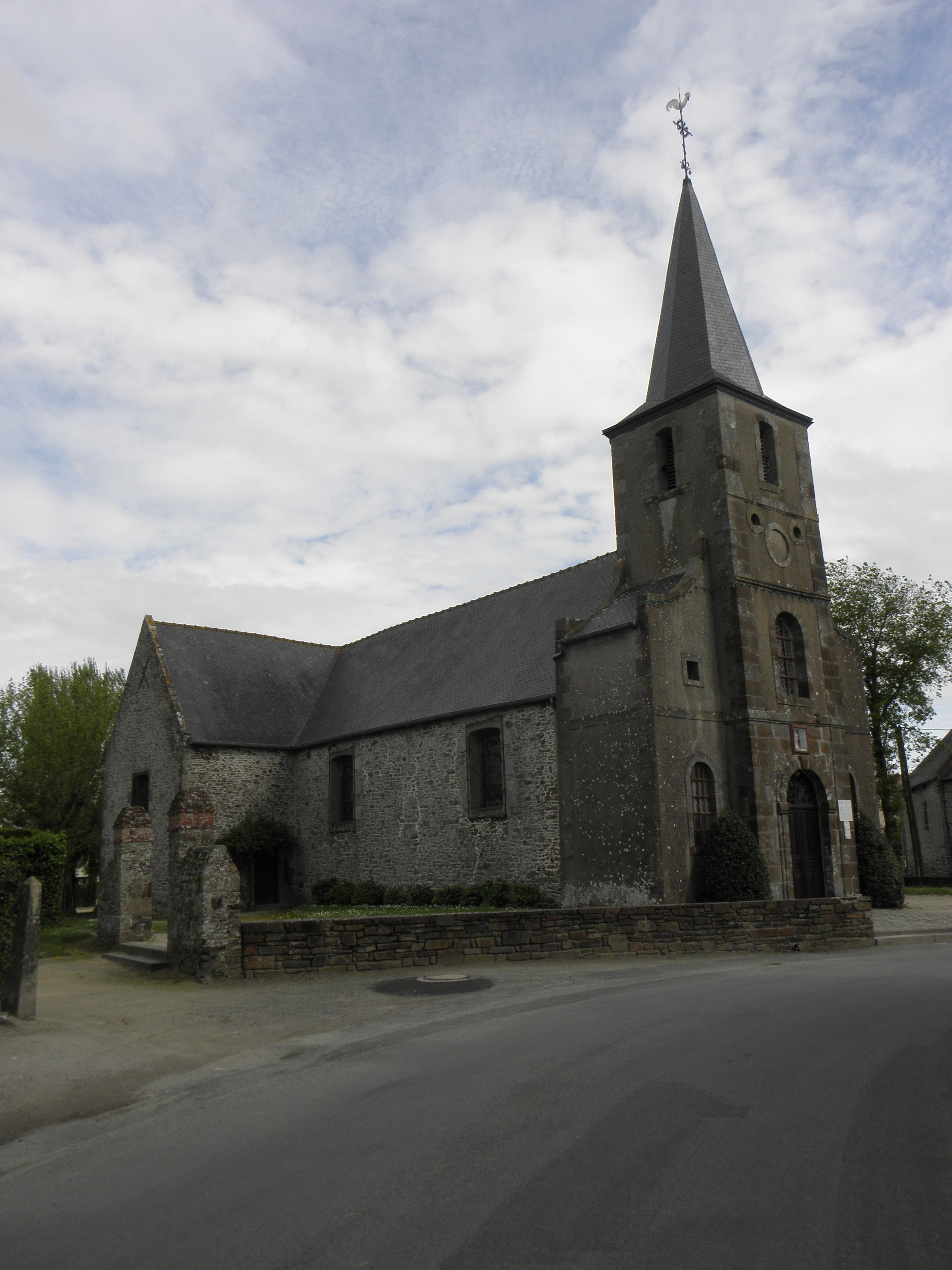
Kerk van Saint-Benoît-des-Ondes
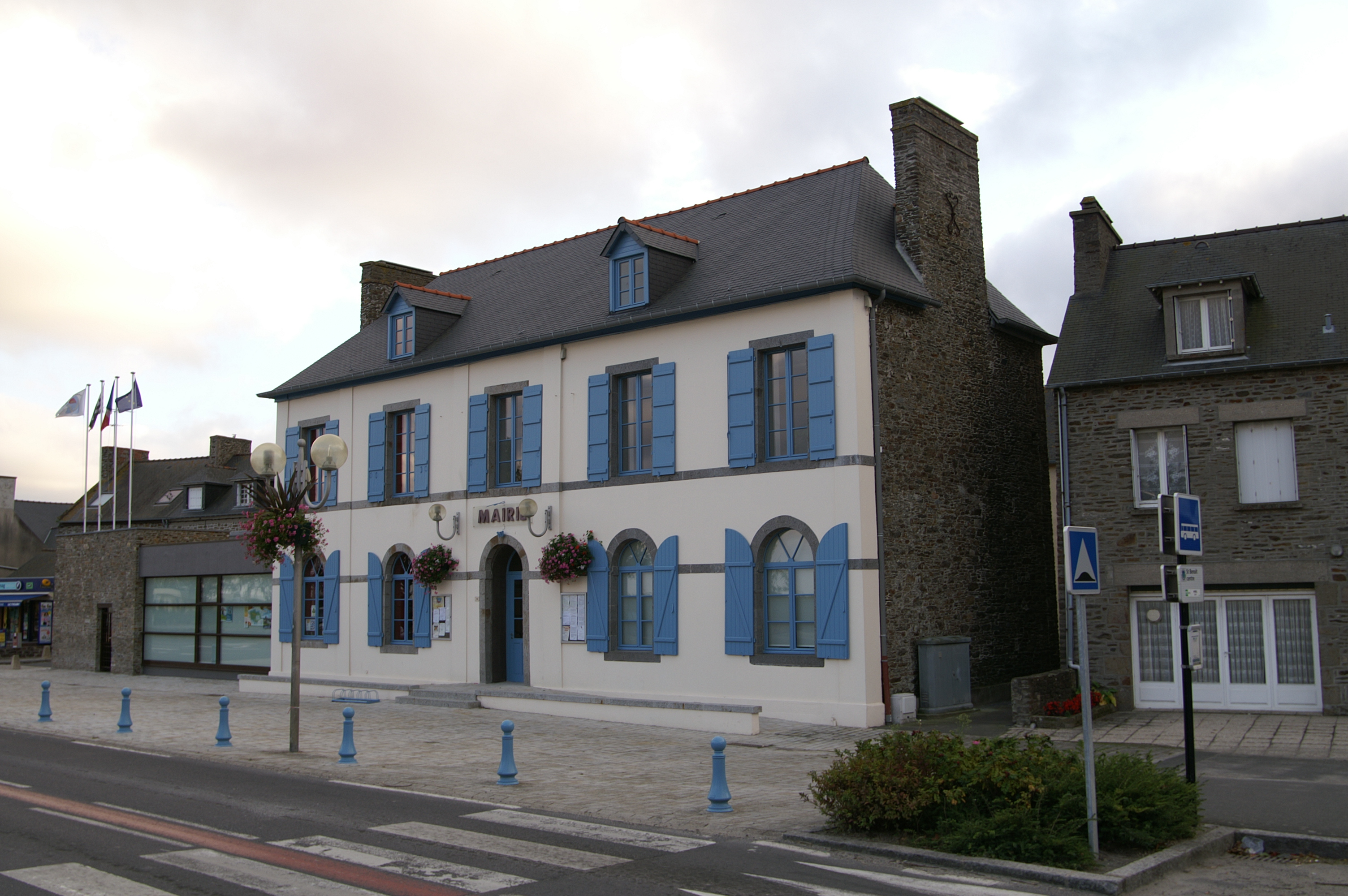
Gemeentehuis
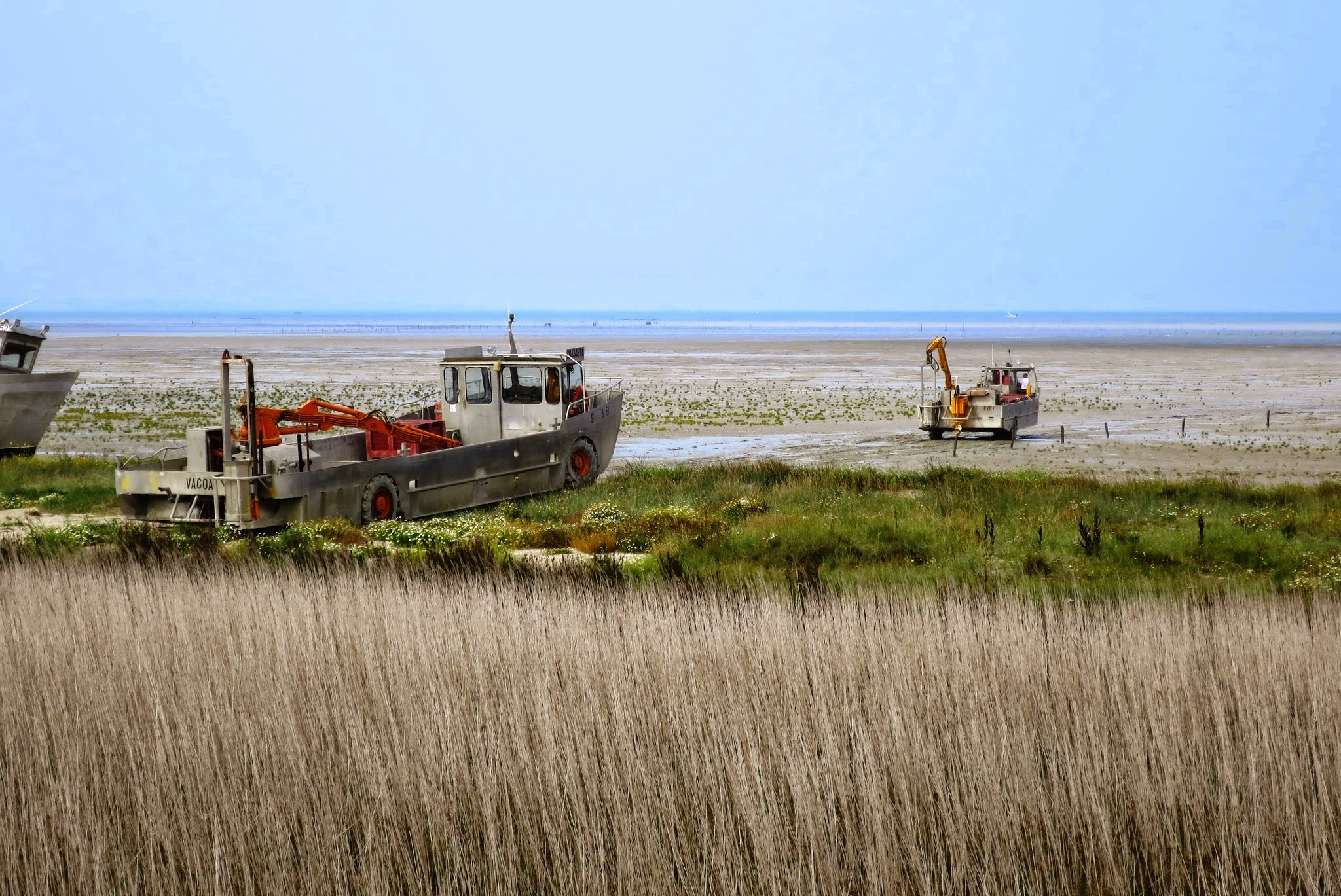
Visserij

## Geografie
De oppervlakte van Saint-Benoît-des-Ondes bedroeg op 1 januari 2022 2,92 vierkante kilometer; de bevolkingsdichtheid was toen 330,8 inwoners per km².

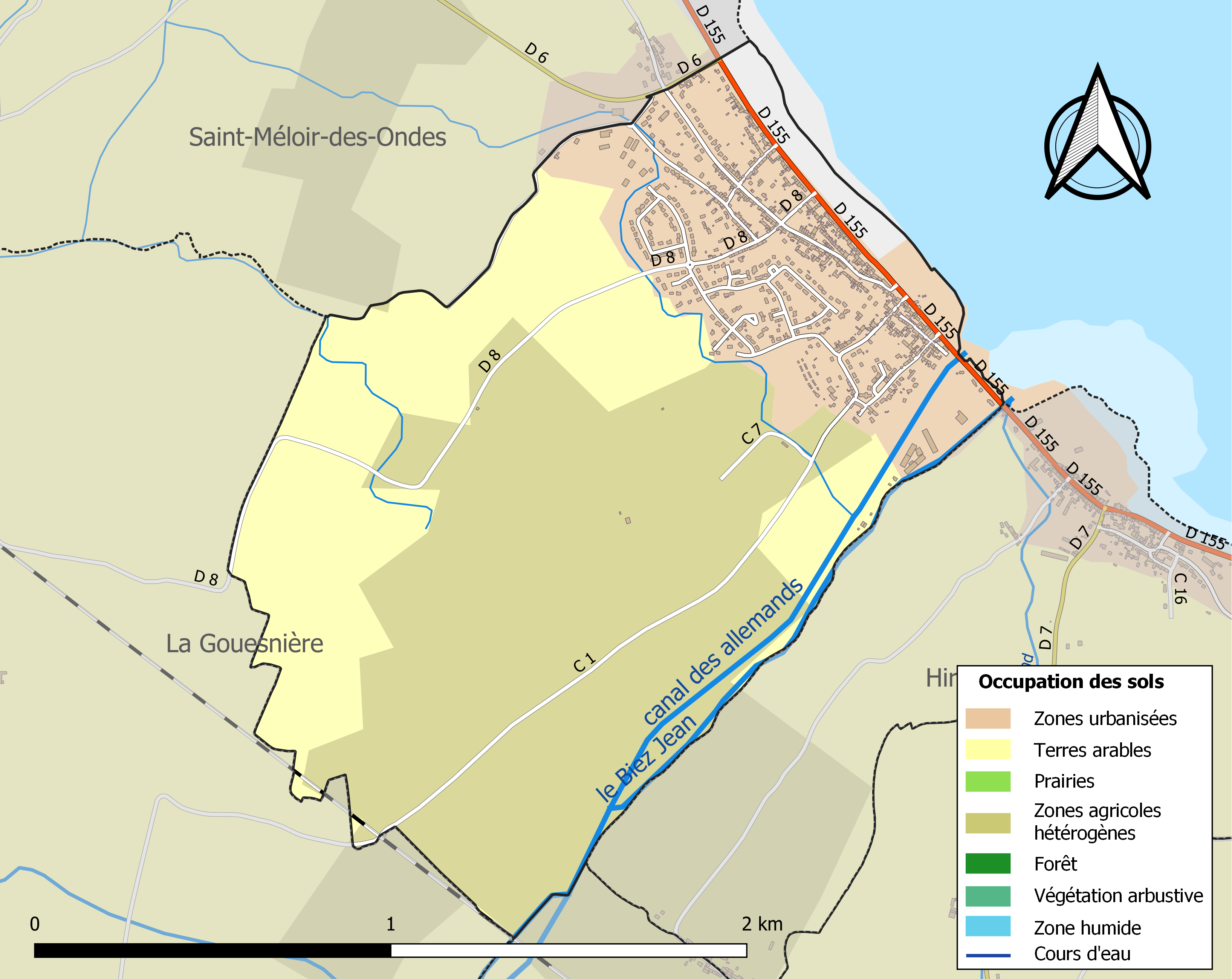
Kaart van de gemeente met belangrijkste infrastructuur, bodemgebruik en omliggende gemeenten

## Demografie
Onderstaande figuur toont het verloop van het inwonertal (bron: INSEE-tellingen).